# Marcelinho da Lua
Marcelinho da Lua es un cantante y DJ, que combina música brasileña con ritmos electrónicos de drum 'n' bass. En 2003 edita el álbum Tranqüilo. La canción que da nombre al trabajo Tranqüilo, aparece en el videojuego FIFA 06. En sus trabajos han colaborado artistas de la talla de Seu Jorge y Mart'nália (en Tranqüilo). En su otro álbum:, Mad Professor Meets Marcelinho da Lua In a Dubwise Style, colaboran Mad Professor, Bi Ribeiro, Black Alien, Roberto Menescal, y también Mart'nália and Seu Jorge.

## Discografía
- Tranqüilo (2003)
- Social (2007)
- Mad Professor Meets Marcelinho da Lua In a Dubwise Style

## Enlaces
- http://www.sidecarfactoryclub.com/web/index.php?option=com_eventlist&Itemid=27&func=detailstip&did=402 (enlace roto disponible en Internet Archive; véase el historial, la primera versión y la última).